# Элкис, Ноам
Но́ам Дэ́вид Э́лкис (англ. Noam David Elkies, род. 25 августа 1966) — американский математик, профессор математики Гарвардского университета. Основные труды — в области теории чисел и комбинаторики.
Член Национальной академии наук США (с 2017 года).

## Биография
Родился в Нью-Йорке в 1966 году, но в период 1970—1978 семья жила в Израиле, так что по возвращении в США мальчику пришлось осваивать английский. Элкис окончил нью-йоркскую школу в 1982 году, причём за год до окончания (1981) он был награждён золотой медалью на 22-й Международной математической олимпиаде.
Далее Элкис поступил в Колумбийский университет, где он стал самым молодым победителем Математической олимпиады им. Уильяма Лоуэлла Патнема. В 1987 году Элкис получил в Гарвардском университете докторскую степень, руководителями были Бенедикт Гросс и Барри Мазур. После защиты Элкис остался преподавателем в Гарварде.
Успешное решение Элкисом нескольких актуальных математических проблем принесло ему признание и должность доцента в Гарварде (1990). Три года спустя (1993) 26-летний Элкис стал самым молодым штатным профессором в истории Гарварда.

## Научная деятельность
В своей диссертации 1987 года Элкис доказал, что любая эллиптическая кривая над рациональными числами содержит бесконечно много суперсингулярных простых чисел.
В 1988 году он исследовал гипотезу Эйлера для уравнения четвёртой степени, которая гласила, что уравнение {\displaystyle a^{4}+b^{4}+c^{4}=d^{4}} не имеет решений в целых числах (обобщение Великой теоремы Ферма). Элкис опроверг это утверждение, найдя контрпример:
{\displaystyle 2682440^{4}+15365639^{4}+18796760^{4}=20615673^{4}.}
Развивая работы английского математика Артура Эткина, Элкис расширил важный в криптографии алгоритм Шуфа; дополненная версия теперь называется алгоритм Шуфа — Элкиса — Эткина.
В 1994 году Элкис был приглашённым докладчиком на Международном конгрессе математиков в Цюрихе.

## Увлечения

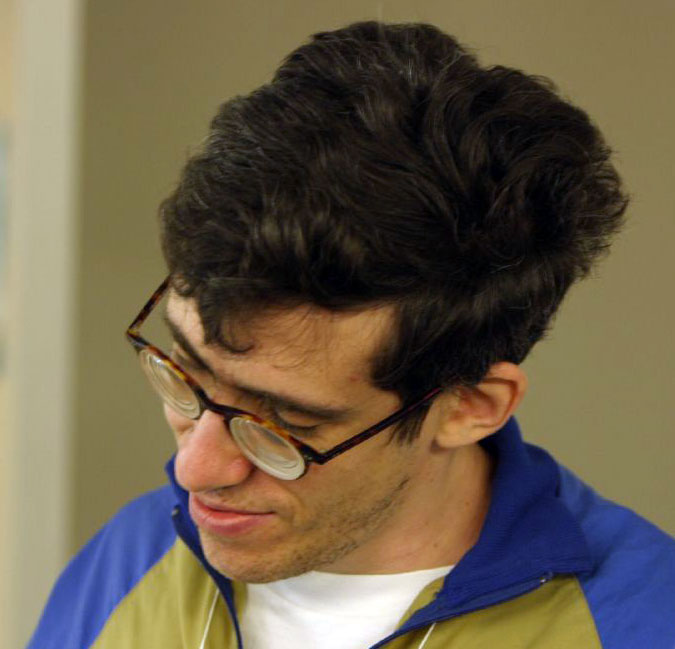
В 2005 году

Среди увлечений Элкиса — музыка и шахматы. Элкис исследует связи между музыкой и математикой; он входит в консультативный совет журнала «Journal of Mathematics and Music».
Он является мастером по шахматам; кроме того, он опытный шахматный композитор. В 1996 году Элкис стал победителем чемпионата мира по решению шахматных задач и этюдов (Тель-Авив).
Элкис — энтузиаст игры Конвея «Жизнь», он обнаружил в ней много новых устойчивых позиций и изучил математику натюрморта в этом варианте клеточных автоматов.

## Награды и почести
- В 2004 году получил премию Лестера Р. Форда[21] и премию Конанта[англ.] от Американского математического общества[22].
- В 2017 году был избран в Национальную академию наук США[23].

## Труды
См. библиографию.